# گوشه‌نشانی

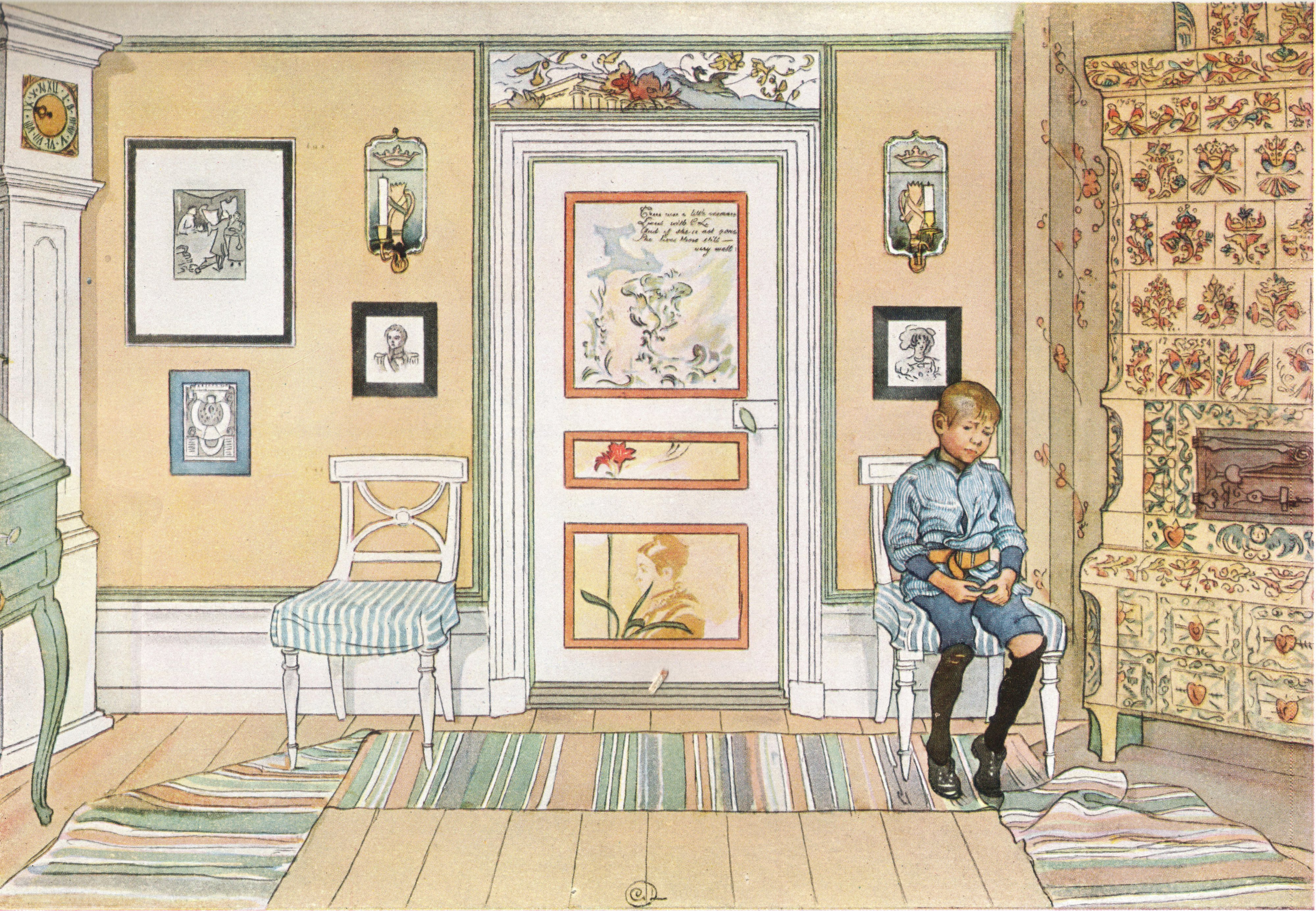
گوشه نشانی (Time-out)، اثر کارل لارسون

گوشه‌نشانی به جدا کردن کودک به‌طور موقت از محیطی که در آن رفتار نامناسب رخ داده گفته می‌شود. این عمل برای جلوگیری از ادامه رفتار ناشایست کودک انجام می‌شود.
برخی از متخصصان کودک و روانشناسان رشد این روش پرورشی را برای نظم و انضباط کودک مؤثر می‌دانند.
برای این کار معمولاً یک گوشه یا یک فضای مشابه در نظر گرفته می‌شود تا در آنجا برای مدت زمان مشخص کودک بایستد یا بنشیند.
کودک در این مدت روی یک صندلی یا پله می‌نشیند که به آن صندلی یا پله شیطنت می‌گویند. در این محل نباید کودک برای خود سرگرمی دیگری پیدا کند.
گوشه‌نشانی برای نوپایان و خردسالان توصیه می‌شود.
کودک باید به اندازه کافی بزرگ شده باشد تا دستور نشستن برای یک مدت محدود را بفهمد و بتواند این کار را انجام دهد.
هدف از این کار، تضعیف رفتار نامناسب است که با منزوی و جدا کردن کودک برای یک دوره کوتاه از زمان (معمولاً ۵ تا ۱۵ دقیقه) انجام می‌گیرد. در این فاصله زمانی کودک آرامش خود را بازمی‌یابد.
این روش به پدر و مادری که از رفتار بد کودک خود به خشم آمده‌اند توصیه می‌شود تا به جای داد و فریاد با یک روش آرام‌تر با مسئله روبرو شوند.